# کریستین موناسیزو
کریستین موناسیزو (انگلیسی: Christian Monacizzo؛ زادهٔ ۵ آوریل ۱۹۹۱) بازیکن فوتبال اهل ایتالیا است.
از باشگاه‌هایی که در آن بازی کرده‌است می‌توان به باشگاه فوتبال آتالانتا اشاره کرد.
وی همچنین در تیم ملی فوتبال زیر ۱۷ سال ایتالیا بازی کرده‌است.